# Estudos budistas

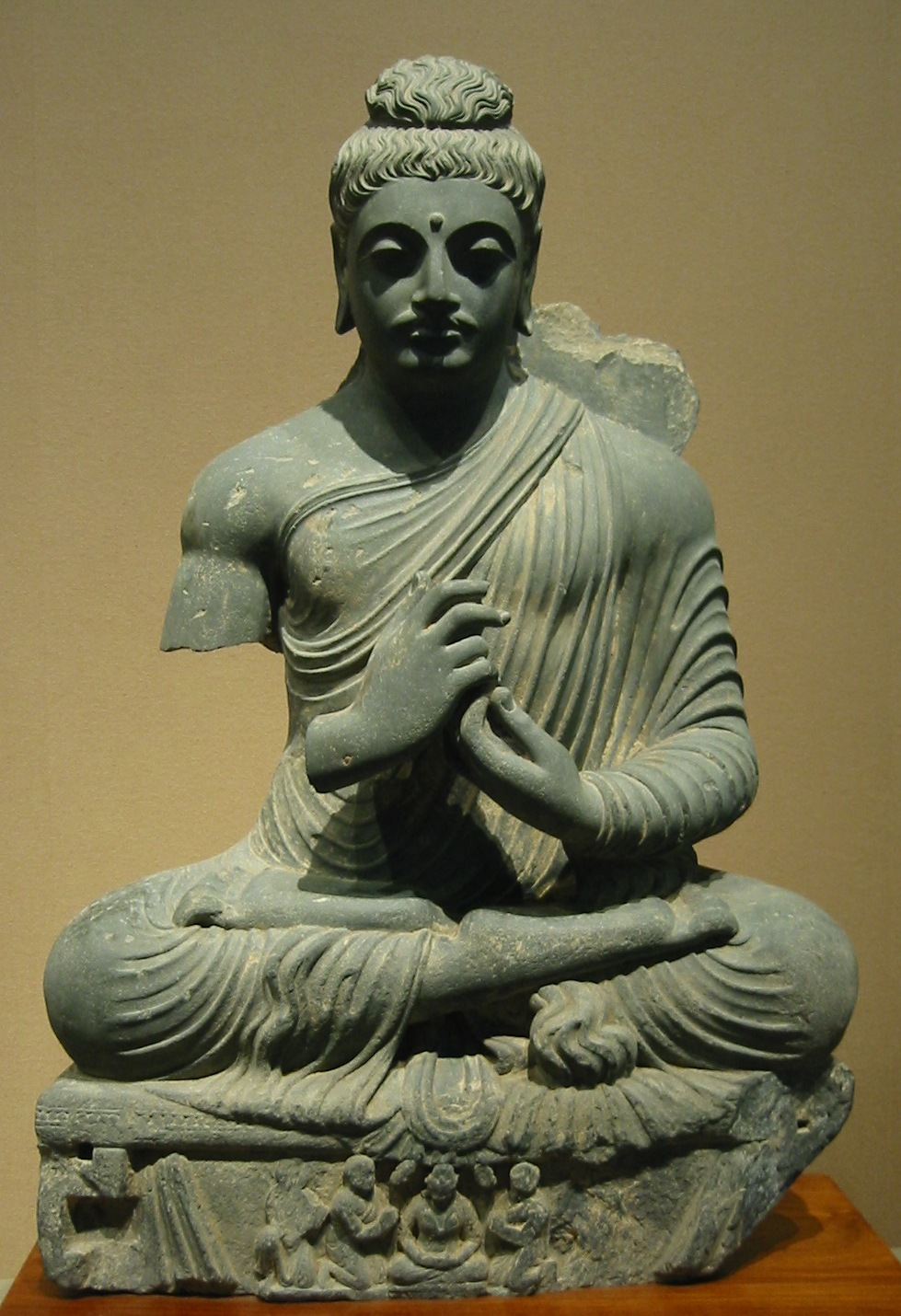
Buda sentado, Gandhara, séculos I-II dC, no Museu Nacional de Tóquio.

Estudos budistas, também conhecido em alguns meios como budologia, é o estudo acadêmico da tradição budista. O termo aplica-se especificamente a um ramo acadêmico contemporâneo, estando atrelado à Ciência da Religião e é distinto da filosofia budista propriamente dita. Como é caso na ciência da religião em geral, pesquisadores dos estudos budistas representam uma variedade de disciplinas incluindo história, antropologia e filosofia.
Ao contrário do estudo do judaísmo ou do cristianismo, o campo dos estudos budistas tem sido dominado no ocidente por pessoas alheias às culturas e tradições budistas. Entretanto, universidades asiáticas, principalmente aquelas de origem japonesa têm também realizado amplas contribuições.

## Relação com o budismo contemporâneo
Para Charles Prebish, os acadêmicos que também são praticantes budistas preenchem um papel tradicional crucial e que tem, de outra forma, permanecido ausente em países que não são tradicionalmente budistas:
No decorrer de boa parte da história do budismo, a erudição e prática budistas têm sido duas vocações bastante distintas numa tradição altamente polarizada. Não é de se espantar, estórias refletindo a dicotomia estudo/prática no budismo são abundantes tanto em literaturas primárias quanto secundárias sobre o assunto. O History of Buddhism in Ceylon, de Walpola Rahula, provê um ótimo sumário sobre a questão. Durante o primeiro século antes de Cristo, em resposta a uma preocupação sobre a possível perda do Tripitaka durante uma fome severa, uma pergunta surgiu: qual é a base do ensinamento (sasana) — conhecimento ou prática? Uma clara diferença de opinião resultou no desenvolvimento de dois grupos: os Dhammakathikas, que afirmavam que o conhecimento era a base do Sasana; e os Pamsukulikas, que sustentavam a prática como a base. Os Dhammakathikas aparentemente ganharam.
As duas vocações descritas acima vieram a ser conhecidas como gantha-dhura, ou a “vocação dos livros,” e vipassana-dhura, ou a “vocação da meditação,” com a primeira considerada como sendo o treinamento superior (pois certamente a meditação não seria possível se os ensinamentos se perdessem). Ademais, os monges vipassana-dhura começaram a viver na floresta, onde eles podiam perseguir melhor suas vocações sem serem perturbados, enquanto os monges gantha-dhura começaram a viver nas vilas e cidades. Dessa forma, os monges gantha-dhura começaram a desempenharem um papel significativo na educação budista.
Provavelmente, não seria exagero nos referirmos aos monges gantha-dhura como “monges-eruditos.” Por que esta distinção é tão importante? É significante pois os monges-eruditos foram responsáveis pela educação dos leigos e cultivavam uma formação budista entre os praticantes ordinários da tradição. Apesar disto ter sido uma pratica normativa na tradição ancestral do budismo, o budismo no mundo ocidental não tem favorecido a um estilo de vida monástico. Sendo assim, a educação dos leigos tem sido deixada a cargo de professores que não mais são treinados como monges-eruditos. Na verdade, enquanto muitos dos líderes e professores autorizados nos vários grupos budistas ocidentais tiveram treinamento monástico e erudito em algum momento, muitos - se não, a maioria - abandonaram o estilo de vida monástico e erudito como um todo. Isso tem estimulado uma "lacuna erudicional," que em grande medida está sendo rapidamente preenchida por eruditos-praticantes que, apesar de não viverem como monásticos completos, possuem um sólido treinamento acadêmico e erudito alicerçados numa rigorosa prática pessoal.

## "Escolas" geográficas
Prebish escreveu que:
...associações geográficas parecem identificar pelo menos duas 'escolas' de budologia: a anglo-germânica e a franco-belga. A primeira (e mais antiga) foi liderada por T. W. Rhys Davids e Hermann Oldenberg, enquanto a segunda incluía principalmente Louis de La Vallée Poussin, Jean Przyluski, Sylvain Lévi, Paul Demiéville e Étienne Lamotte. A estas escolas, Edward Conze adiciona uma terceira: a escola de Leningrado, que inclui Stcherbatsky, Rosenberg, e Obermiller. A escola anglo-germânica enfatizava quase exclusivamente a tradição literária em Pali, enquanto que a escola franco-belga utilizava os materiais em sânscrito, juntamente com suas correspondentes traduções e comentários em chinês e tibetano. A escola de Leningrado é claramente mais próxima da escola franco-belga do que da escola anglo-germânica. Estas são classificações gerais, porém apesar de tudo elas capturam o estilo das tradições como elas têm sido mantidas durante o último século.
Prebish prossegue para a discussão dos desenvolvimentos nos Estados Unidos da América:
Apesar de alguns considerarem Eugène Burnouf o pai fundador dos estudos budistas como disciplina, o início dos estudos budistas nos Estados Unidos parece inextricavelmente ligado a três indivíduos: Paul Carus, Henry Clarke Warren e Charles Rockwell Lanman. [...] Apesar do trabalho destes educadores iniciais, foi apenas depois dos anos de 1960 que os estudos budistas começaram a emergir como uma disciplina significante no sistema universitário americano e na indústria de publicações. Durante os anos da guerra do vietnam e imediatamente após, os estudos budistas iriam gozar de um "boom", principalmente através dos esforços de professores universitários líderes como Richard Hugh Robinson da University of Wisconsin-Madison, Masatoshi Nagatomi da Harvard University e Alex Wayman da Columbia University. Sem dúvida houve muitas razões para o crescente desenvolvimento dos estudos budistas, dos quais não menos importante foram o crescimento dos programas de estudos por área nas universidades americanas; o crescente interesse governamental na coisas asiáticas; a imensa anomia social que permeava a cultura americana nos anos de 1960; e a crescente insatisfação com a (e talvez rejeição da) religião tradicional.
Donald Lopez enfatiza a influência de Geshe Lundup Sopa em Wisconsin, e de Jeffrey Hopkins na Virginia.

## Programas de formação acadêmica e institutos
Prebish cita duas pesquisas por Hart nas quais os seguintes programas de formação acadêmica foram tidos como tendo produzido o maior número de pesquisadores com postos em universidades americanas: Chicago, Wisconsin, Harvard, Columbia, Yale, Virginia, Stanford, Berkeley, Princeton, Temple, Northwestern, Michigan, Washington e Tóquio. 
Outras instituições estadunidenses com programas em estudos budistas incluem a University of the West, o Institute of Buddhist Studies, a Naropa University e o California Institute of Integral Studies. (Uma porção de centros budistas oferecem estudos semi-acadêmicos. Alguns destes parecem que provavelmente virão no futuro a ganhar status de instituições de ensino superior.)
Programas europeus de destaque incluem Oxford, Cambridge, School of Oriental and African Studies, as universidades de Humbolt e Bonn, e de Sorbonne. Na Ásia, a Universidade de Tóquio tem sido um centro importante de pesquisa budista.

## Periódicos
Publicações especializadas em estudos budistas (em ordem alfabética):
- Buddhist Studies Review
- Chung-Hwa Buddhist Journal
- Contemporary Buddhism
- The Eastern Buddhist
- Journal of Buddhist Ethics
- Journal of Global Buddhism
-  Journal of Indian and Buddhist Studies / Indogaku Bunkkyogaku Kenkyu (ainda sem sítion na internet!)
- Journal of the International Association of Buddhist Studies
- Pacific World: Journal of the Institute of Buddhist Studies
- The Pure Land: Journal of the International Association of Shin Buddhist Studies

Adicionalmente, muitos estudiosos publicam em periódicos devotados aos estudos por área geográfica (tais como Japão, China, Coreia etc.), ciência da religião em geral ou disciplinas tais como história, antropologia ou estudos linguísticos. Alguns exemplos seriam:
- Indo-Iranian Journal
- Journal of Contemporary Religion
- Journal of Indian Philosophy
- Journal of the Pali Text Society
- Philosophy East and West
- Buddhist-Christian Studies

Editoras de grandes universidades que têm publicado neste campo incluem aquelas de Oxford, Cambridge, Indiana, Princeton, SUNY, California, Michigan, Chicago, Hawaii e Virginia. Editoras não-universitárias incluem Curzon Press, E.J. Brill, Asian Humanities Press e Motilal Banarsidass. Um número de estudiosos tem publicado através de editoras budistas tais como Snow Lion Publications, Wisdom Publications ou Shambhala.

## Leitura complementar
- de Jong, J. W. A Brief History of Buddhist Studies in Europe and America. Tokyo: Koosei Publishing Company, 1997, ISBN 4333017629
- Swearer, Donald K. and Promta, Somparn. The State of Buddhist Studies in the World 1972-1997. Bangkok: Center for Buddhist Studies, Chulalongkorn University, 2000, ISBN 974-346-371-2